# Мірмідони
Мірмідо́ни, також мірмідоня́ни (грец. Myrmidones) — назва ахейського племені у Фессалії, звідки вони колонізували острів Егіна.
За однією міфологічною версією, їх називали мірмідонами, тобто «мурахами», тому що вони були витривалі й терплячі, немов мурахи. Мірмідони пішли за Пелеєм у вигнання. Під Троєю воювали на боці Ахіллеса та Патрокла. За іншими версіями, мірмідони дістали назву від Мірмідона — сина Зевса й Еврімедузи, до якої Громовержець з'явився у вигляді мурашки. Існує також варіант, за яким на прохання царя Егіни Еака Зевс перетворив на людей мурашок.
У переносному значенні мірмідони — підвладні, які сумлінно виконують усі накази.